# يايكو كوباياشي
يايكو كوباياشي (小林 弥生) (18 سبتمبر 1981 في تاما في اليابان – )؛ هي لاعبة كرة قدم كانت تلعب كلاعب وسط. ولعبت مع منتخب اليابان لكرة القدم للسيدات.

## وصلات خارجية
- يايكو كوباياشي على موقع الاتحاد الدولي (مؤرشف)  (الإنجليزية)
- يايكو كوباياشي على موقع قاعدة بيانات كرة القدم.إي يو (الإنجليزية)
- يايكو كوباياشي على موقع Soccerway.com (الإنجليزية)
- يايكو كوباياشي على موقع عالم كرة القدم.نت (الإنجليزية)
- يايكو كوباياشي على موقع أوليمبيديا (الإنجليزية)